# Фінал Ліги Європи УЄФА 2018
Фінал Ліги Європи УЄФА 2018 — 47-й фінал Кубка УЄФА, але 9-й у зміненому форматі. Відбувся 16 травня 2018 року в Десін-Шарп'є (Франція) на стадіоні «Парк Олімпік Ліонне». У матчі зійшлисяся іспанський Атлетіко з Мадрида та французький Олімпік з Марселя. Перемогу і титул переможця Ліги Європи УЄФА здобув «Атлетіко» з рахунком 3:0.

## Місце проведення

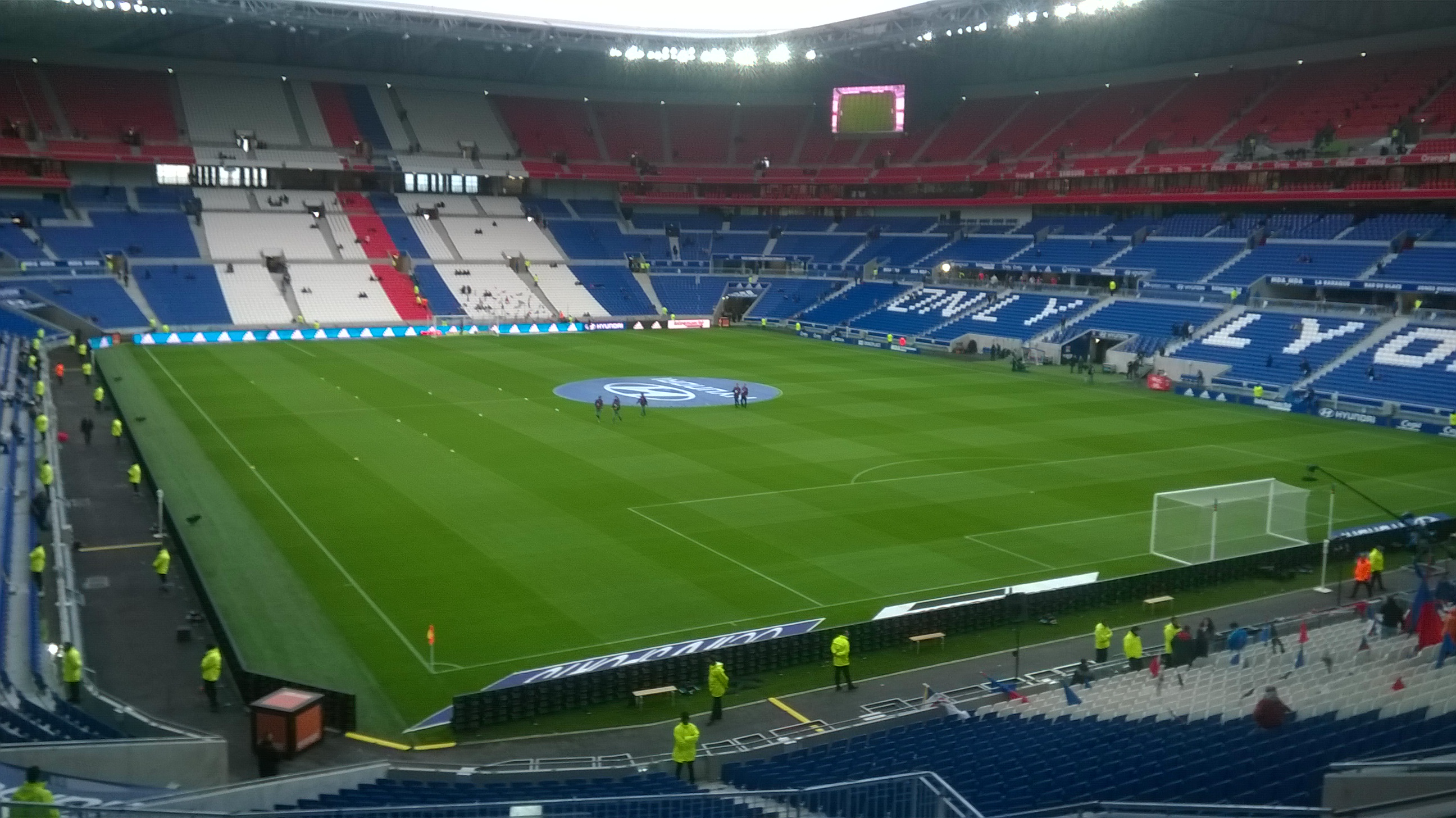
Стадіон «Парк Олімпік Ліонне»

Стадіон «Парк Олімпік Ліонне» знаходиться у місті Десін-Шарп'є, що поблизу Ліона. Арена приймала матчі Чемпіонату Європи з футболу 2016. Тут свої домашні матчі проводить «Олімпік».
Стадіон є одним з об'єктів комплексу, який розташовується на площі в 50 гектарів, де також перебувають тренувальна база «Ліона», готелі та офіси. Офіційна назва стадіону «Парк Олімпік Ліонне», якою підписують арену в офіційних протоколах. Також поширеною є назва «Стад де Люм'єр», яка перекладається як «Стадіон світла». Назву пов'язують із фестивалем світла, що проводиться в Ліоні щорічно на початку грудня. Свято заснували на честь Діви Марії, яка, за легендою, колись врятувала Ліон від епідемії чуми.

## Посол матчу

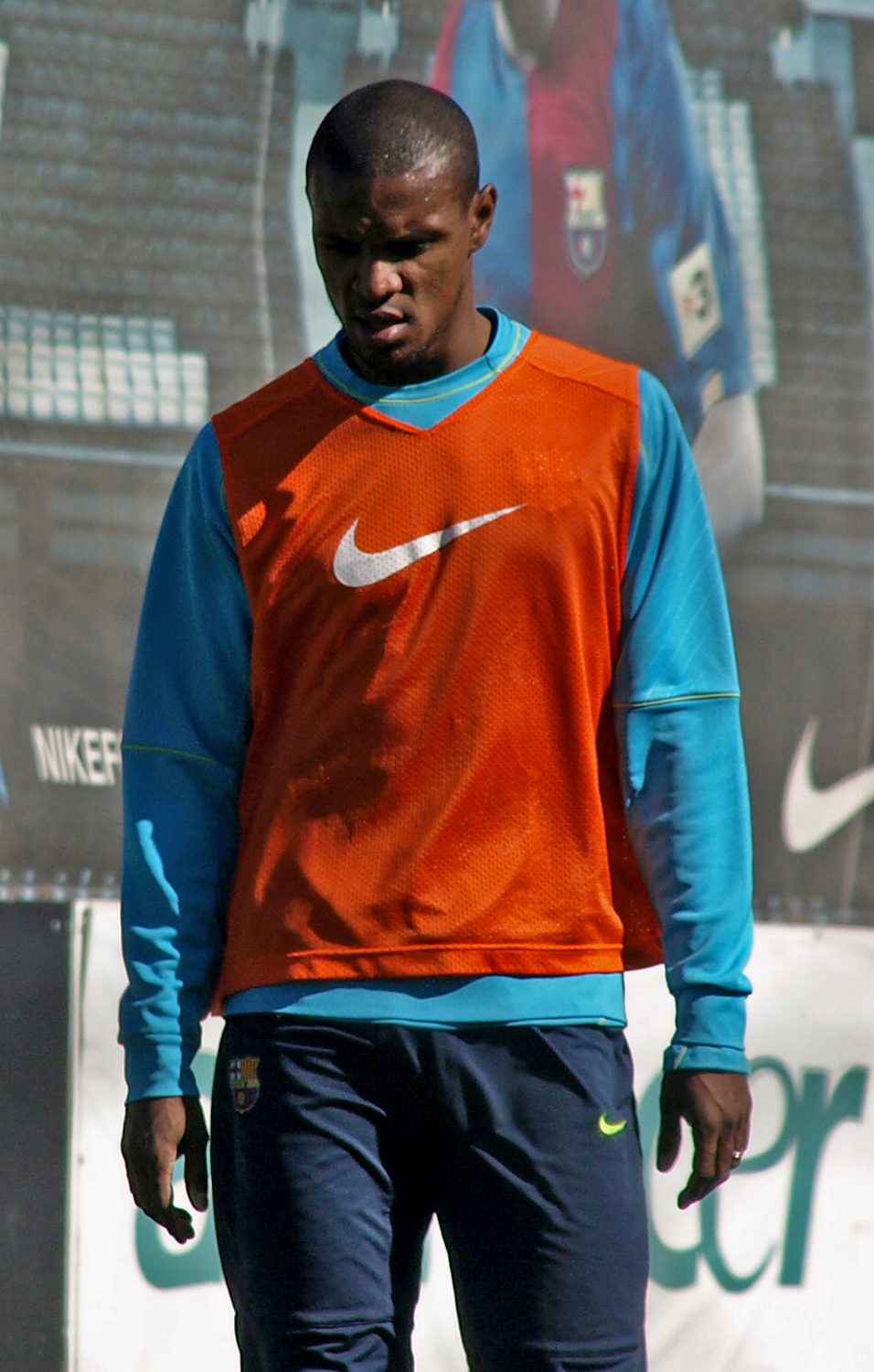
Посол матчу Ерік Абідаль.

Послом фінального матчу Ліги Європи УЄФА 2017-2018 став відомий французький футболіст, уродженець Ліону Ерік Абідаль, який двічі ставав переможцем Ліги чемпіонів УЄФА в складі «Барселони».

## Передмова
«Марсель» вже втретє виходить у фінал турніру, два попередніх у 1999 і 2004 французи програли. Загалом це буде п'ятий фінальний матч в єврокубках. До цього вони двічі грали в фіналах спочатку Кубка європейських чемпіонів 1991 року в якому поступились белградському клубу «Црвена Звезда», а в 1993 переграли вже в Лізі чемпіонів УЄФА італійський «Мілан».
Мадридський «Атлетіко» більш титулована команда. У 1962 здобули Кубок володарів кубків УЄФА обігравши по сумі двох матчів «Фіорентіну». І двічі вигравали Лігу Європи УЄФА в 2010 та 2012. Також в активі клубу три виходи до фіналів Ліги чемпіонів/Кубка чемпіонів УЄФА в яких вони щоразу зазнавали поразки (1974, 2014, 2016).
Між собою клуби грали лише одного разу на груповому етапі Ліги чемпіонів УЄФА 2008—2009. Іспанці вдома перемогли 2–1, а в Марселі команди розписали мирову 0–0.
Якщо для тренера марсельців Руді Гарсії це буде перший європейський фінал, то для наставника «Атлетіко» Дієго Сімеоне це вже третій фінал. В першому фіналі 1998 року він грав як гравець виступав за італійський «Інтернаціонале», а в 2012 вже на посаді головного тренера в складі «матрацників» здобув свій другий Кубок УЄФА.
«Марсель» стане третьої командою, яка проведе фінал в себе на батьківщині починаючи з 1998. У 2002 «Феєнорд» на власному стадіоні переміг «Боруссію» (Дортмунд), а через три роки вже московський ЦСКА у Лісабоні обіграв місцевий «Спортінг».

## Шлях до фіналу
| Команда  | І | В | Н | П | ЗМ | ПМ | РМ  | О  |
| -------- | - | - | - | - | -- | -- | --- | -- |
| Рома     | 6 | 3 | 2 | 1 | 9  | 6  | +3  | 11 |
| Челсі    | 6 | 3 | 2 | 1 | 16 | 8  | +8  | 11 |
| Атлетіко | 6 | 0 | 2 | 4 | 5  | 4  | +1  | 2  |
| Карабах  | 6 | 0 | 2 | 4 | 2  | 14 | −12 | 2  |

| Команда             | І | В | Н | П | ЗМ | ПМ | РМ | О  |
| ------------------- | - | - | - | - | -- | -- | -- | -- |
| Ред Булл            | 6 | 3 | 3 | 0 | 7  | 1  | +6 | 12 |
| Марсель             | 6 | 2 | 2 | 2 | 4  | 4  | 0  | 8  |
| Коньяспор           | 6 | 1 | 3 | 2 | 4  | 6  | −2 | 6  |
| Віторія (Гімарайнш) | 6 | 1 | 2 | 3 | 5  | 9  | −4 | 5  |

## Матч
| 16 травня 2018 20:45 CEST |

| Марсель | 0:3              | Атлетіко                   |
| ------- | ---------------- | -------------------------- |
|         | Протокол (англ.) | 21', 49' Грізманн 89' Габі |

| «Парк Олімпік Ліонне», Десін-Шарп'є Глядачів: 55 768 Арбітр: Бйорн Кейперс |

### Деталі
| Марсель | Атлетіко |

| ВР          | 30 | Стів Манданда             |     |     |
| ЗХ          | 17 | Буна Сарр                 |     |     |
| ЗХ          | 23 | Аділь Рамі                |     |     |
| ЗХ          | 19 | Луїс Густаву              | 75' |     |
| ЗХ          | 18 | Жордан Амаві              | 38' |     |
| ПЗ          | 29 | Андре-Франк Замбо-Ангісса |     |     |
| ПЗ          | 8  | Морган Сансон             |     |     |
| ПЗ          | 26 | Флоріан Товен             |     |     |
| ПЗ          | 10 | Дімітрі Паєт ()           |     | 32' |
| ПЗ          | 5  | Лукас Окампос             |     | 55' |
| НП          | 28 | Валер Жермен              |     | 74' |
| Заміни:     |    |                           |     |     |
| ВР          | 16 | Йоанн Пеле                |     |     |
| ЗХ          | 2  | Хірокі Сакаї              |     |     |
| ЗХ          | 6  | Роландо                   |     |     |
| ПЗ          | 4  | Бубакар Камара            |     |     |
| ПЗ          | 27 | Максім Лопес              |     | 32' |
| НП          | 11 | Константінос Мітроглу     |     | 74' |
| НП          | 14 | Клінтон Н'Жьє             | 78' | 55' |
| Тренер:     |    |                           |     |     |
| Руді Гарсія |    |                           |     |     |

| ВР            | 13 | Ян Облак           |     |     |
| ЗХ            | 16 | Шиме Врсалько      | 23' | 46' |
| ЗХ            | 24 | Хосе Марія Хіменес |     |     |
| ЗХ            | 2  | Дієго Годін        |     |     |
| ЗХ            | 19 | Лукас Ернандес     | 78' |     |
| ПЗ            | 11 | Анхель Корреа      |     | 88' |
| ПЗ            | 14 | Габі ()            |     |     |
| ПЗ            | 8  | Сауль Ньїгес       |     |     |
| ПЗ            | 6  | Коке               |     |     |
| НП            | 7  | Антуан Грізманн    |     | 90' |
| НП            | 18 | Дієго Коста        |     |     |
| Заміни:       |    |                    |     |     |
| ВР            | 25 | Аксель Вернер      |     |     |
| ЗХ            | 3  | Філіпе Луїс        |     |     |
| ЗХ            | 15 | Стефан Савич       |     |     |
| ЗХ            | 20 | Хуанфран           |     | 46' |
| ПЗ            | 5  | Томас Партей       |     | 88' |
| НП            | 9  | Фернандо Торрес    |     | 90' |
| НП            | 21 | Кевін Гамейро      |     |     |
| Тренер:       |    |                    |     |     |
| Дієго Сімеоне |    |                    |     |     |

| Гравець матчу UEFA: Антуан Грізманн (Атлетіко) Помічники арбітра: Сандер ван Роекель (Нідерланди) Ервін Зейнстра (Нідерланди) Четвертий арбітр: Шимон Марциняк (Польща) Додаткові арбітри: Данні Маккелі (Нідерланди) Пол ван Букел (Нідерланди) Резервний арбітр: Маріо Дікс (Нідерланди) | Регламент - 90 хвилин. - 30 хвилин додаткового часу за необхідності. - Серія пенальті за необхідності. - По сім запасних гравців. - Максимум три заміни гравців від кожної команди посеред матчу. |